# 孙传芳墓
孙传芳墓，位于北京市海淀区北京植物园内。

## 简介
孙传芳（1885年-1935年）字馨远，山东历城人，北洋军阀，曾经担任五省联军总司令。遭北伐军击败后在天津隐居，1935年被施剑翘刺杀。
孙传芳墓地是孙传芳生前在北京购置。孙传芳墓位于卧佛寺东南，属民国建筑，建成于1938年（农历戊寅年）。墓园坐北朝南，东为墓区，西为祠堂，北为松园，占地面积千余平方米。其中祠堂尚不开放，游人可到墓区参观。
墓区：

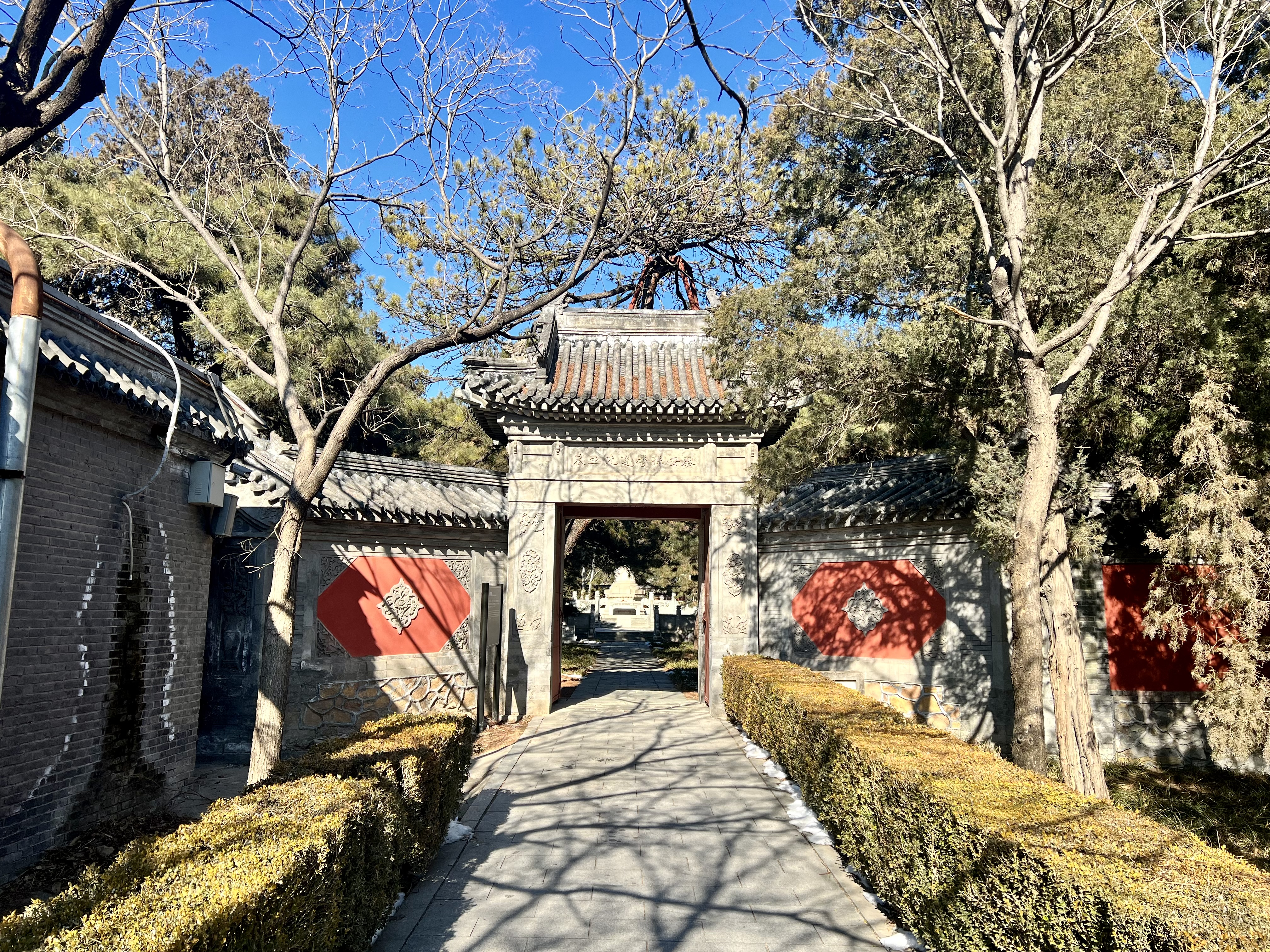
孙传芳墓入口处

- 墓门：正南为墓门，砖结构歇山式，带有砖雕，两侧有八字墙。正面（南侧）门楣上刻有“泰安孙馨远先生墓”。门楼内侧（北侧）门楣刻有何毓华题写的“寿安永奠”（落款为“何毓华”），门右侧上联“往事等浮云，再休谭岱麓枌榆，遑问江东故垒”（落款为“岁次戊寅三月”），门左侧下联“敛神皈净土，且收起武子家法，来听释氏梵音”（落款为“遵义游骞书”），对联为游骞书写。[3]
- 墓：位于墓门正北方，祠堂东墙外。双层石台上，有一座覆钵式石塔。塔前有石供桌。石供桌前的石阶中央镶有一块二龙戏珠丹陛石，其中龙为五爪。石台平面呈"凸"字形，石塔位于北部的平台较窄部分，平台周围有雕刻石栏。塔基为六边形须弥座，塔身正面开有眼光门，其中刻有塔铭：“恪威上将军孙公讳传芳字馨远暨元配张夫人墓碑”。塔下有地宫。[3]

祠堂：坐北朝南，院落共两进。前殿左右各有一座略矮的配殿。祠堂西墙有一座青砖门楼，门楼外有两尊石狮；祠堂东墙有一座通往墓区的圆形门；祠堂西侧、北侧被卧佛寺餐厅及小卖部围绕。
孙传芳墓园一度被北京植物园清洁队占用。直到2001年“孙传芳墓”才被被海淀区人民政府公布为海淀区重点文物保护单位。